# Nicolae Bonner
Nicolae Bonner (Moldavië, 1973/1974) werd in 2005 de eerste Israëlische seriemoordenaar. Hij vermoordde dat jaar, naar eigen zeggen onder invloed van alcohol (wodka), vier immigranten uit de voormalige Sovjet-Unie.
Drie van Bonners slachtoffers waren daklozen. Hij sloeg hen allemaal dood in het industriële gebied van Haifa. Vervolgens probeerde hij de lichamen in brand te steken. Zijn eerste slachtoffer was Rita Wolman, een vrouw uit Haifa van Russische afkomst. Zij nodigde hem bij haar thuis uit, waarna ze verkracht en in brand gestoken werd.
Bonner werd zelf geboren in Moldavië, maar immigreerde in 2000 met zijn joodse vrouw naar Israël. Zij stierf in 2003 aan tuberculose. Bonner zijn psychische gesteldheid gleed daarna af en hij kwam op straat te leven. Hij verklaarde na zijn arrestatie dat hij de andere daklozen pakte omdat hij niet over haar dood heen kon komen.

## Veroordeling
Bonner werd op 6 mei 2007 veroordeeld tot viermaal levenslang voor de moorden, wat neerkomt op 120 jaar. Daarnaast kreeg hij vijf jaar voor poging tot moord, negen jaar voor zware verkrachting en drie jaar voor onder meer zwaar geweld en belemmering van de rechtsgang.
Eerder bekende Bonner de moorden, om die verklaringen later voor de jury weer in te trekken en te zeggen onschuldig te zijn. De jury achtte hem schuldig, omdat hij naast het eerdere bekennen ook de politie naar de plaatsen van de moorden had geleid.

## Slachtoffers
- Rita Wolman
- Aleksander Levnat
- Valeri Soznov
- Aleksander Keres